# Thelotrema foveolare
Thelotrema foveolare är en lavart som beskrevs av Müll. Arg. Thelotrema foveolare ingår i släktet Thelotrema och familjen Graphidaceae.   Inga underarter finns listade i Catalogue of Life.